# Eustache Charles d'Aoust
Pour les articles homonymes, voir d'Aoust.
Eustache Charles Joseph d'Aoust (Douai, 27 février 1763 – Paris, 2 juillet 1794), est un général de la Révolution française.

## Ancien Régime
Fils de Eustache Jean-Marie D'Aoust membre de la Convention, il commence sa carrière militaire comme second lieutenant surnuméraire sans appointements au régiment Royal-Infanterie le 21 avril 1778, à l'âge de 15 ans. Il devient sous-lieutenant titulaire le 14 avril 1782, lieutenant en second le 23 avril 1786, lieutenant en premier le 16 août 1789.

## Révolution française
Le 26 mai 1790, il est nommé aide de camp du maréchal Jean-Baptiste Donatien de Vimeur de Rochambeau.
Il est capitaine et aide de camp de Luckner le 21 mai 1792, aide de camp de Biron le 13 juillet de la même année, et colonel le 7 octobre suivant. Il est nommé provisoirement général de brigade à l'armée des Pyrénées orientales le 2 juin 1793, en même temps que chef d'état-major à la place de Gaultier jusqu'au 9 août. Pendant cette période, le 7 août, il est nommé provisoirement par les représentants en mission Fabre et Gaston, général de division, commandant le camp sous Perpignan.
Il prend le commandement de la 1re division à la place du général Barbantane le 15 août, et est vainqueur à la bataille de Peyrestortes le 17 septembre 1793. Il commande provisoirement l'armée des Pyrénées orientales à la place de Barbantane en attendant l'arrivée de Dagobert du 16 au 19 septembre, et est vainqueur au combat du Vernet le 17. Il passe sous Dagobert à partir du 19, et de nouveau commande provisoirement l'armée des Pyrénées orientales à la place de Dagobert à partir du 29 septembre. Lorsque le 11 octobre, il est remplacé par Turreau, il reprend le commandement de la 1re division. Il commande de nouveau provisoirement à la place de Turreau en attendant Doppet du 22 au 28 novembre, puis à la place de Doppet le 19 décembre. Ce jour, il surprend le camp de Villelongue, mais doit battre en retraite sur Perpignan. Pour cette raison, il est appelé à Paris le 22 décembre, mais est maintenu dans le commandement provisoire par arrêté des représentants Gaston et Cassanyès le 2 janvier 1794. 
Décrété d'arrestation par le Comité de salut public le 11 janvier 1794, il est accusé de malveillance et d'incapacité. Condamné à mort par le tribunal révolutionnaire, il est guillotiné à Paris le 2 juillet 1794 à l'âge de 31 ans.

## Source
- Dictionnaire des généraux de la Révolution et de l'Empire, Georges Six